# Beyl Head
Der Beyl Head ist eine vereiste Landspitze an der Ostseite von Wright Island vor der Bakutis-Küste des westantarktischen Marie-Byrd-Lands. Sie erstreckt sich in das Getz-Schelfeis.
Das Advisory Committee on Antarctic Names benannte das Kap 1977 nach Commander David D. Beyl von der United States Navy, verantwortlicher Offizier für das Reparaturprogramm für Flugzeuge des Typs Lockheed C-130 während der Operation Deep Freeze des Jahres 1976.